# Nyam-Osoryn Tuyaa
Nyam-Osoryn Tuyaa (en mongol : Ням-Осорын Туяа) est une femme politique mongole née en 1958, qui a exercé le poste de Première ministre de Mongolie du 22 juillet au 30 juillet 1999.

## Biographie
Nyam-Osoryn Tuyaa est élue ministre des Affaires étrangères en 1998 dans le gouvernement national-démocratique de Janlavyn Narantsatsralt. Quand son gouvernement est contraint de démissionner l'année suivante, elle devient Première ministre par intérim, avant que le Parlement élise Rinchinnyamyn Amarjargal. Elle assume ensuite les fonctions de ministre dans le nouveau gouvernement jusqu'à ce que celui-ci soit défait lors des élections de 2000. Elle perd son siège au Parlement (dans un district de la province de Hentiy) aux cours d'élections où le Parti révolutionnaire du peuple mongol gagne tous les sièges sauf quatre.